# Pierre Mathieu
Pierre André Mathieu (* 15. November 1943 in Bandung, Niederländisch-Indien; † 3. April 2014 in Vorden) war ein niederländischer Volleyballtrainer.
Pierre Mathieu war über 30 Jahre lang erfolgreicher Trainer und Coach von niederländischen, belgischen und deutschen Volleyballteams. Er arbeitete von 1998 bis 2000 als Cheftrainer der niederländischen Frauen-Nationalmannschaft.